# Fjellerad
Fjellerad er en landsby i Himmerland med 394 indbyggere  (2024), 17 km. syd for Aalborg. Byen ligger i Region Nordjylland og hører til Aalborg Kommune. Fjellerad er beliggende i Gunderup Sogn.